# Cyphon haplous
Cyphon haplous es una especie de coleóptero de la familia Scirtidae.

## Distribución geográfica
Habita en Bután.